# Stylogyne laevigata
Stylogyne laevigata là một loài thực vật có hoa trong họ Anh thảo. Loài này được (Mart.) Mez miêu tả khoa học đầu tiên năm 1902.